# Charles Leal
Pour l’article ayant un titre homophone, voir Charles Leale.
Pour les articles homonymes, voir Leal.
Charles Henry Delson Leal est un journaliste et homme politique britannique d'origine mauricienne né à l'île Maurice en 1829, et mort à Beau-Bassin le 28 septembre 1883,,. Représentant officiel de l'île Maurice à l'occasion de l'inauguration du canal de Suez en 1869,, il fut conseiller municipal de Port-Louis pendant plusieurs années,. Il est l'auteur d'un guide de voyage à La Réunion paru en 1878 réédité en 1990.